# Писац и прича
Писац и прича: стваралачка биографија Иве Андрића је стручна монографија ауторке Жанете Ђукић Перишић, објављена 2012. године у издању издавачке куће "Академска књига" из Новог Сада. Монографија је преуређена докторска дисертација "Тематско-мотивски, идејни и поетички аспекти Андрићевог стваралаштва у биографском и историјском контексту", одбрањена на Филозофском факултету у Новом Саду, 2012. године.

## О аутору
Жанета Ђукић Перишић је рођена 1956. године у Београду. Основну школу, гимназију и Филолошки факултет је завршила у Београду. Посдипломске студије је похађала у Лењинграду, магистрирала на Филолошком факултету у Београду. На Филозофском факултету у Новом Саду је докторирала. У Задужбини Иве Андрића у Београду ради као саветница и преводи са руског језика.

## О књизи
Књига Писац и прича је дело настало синтетичким начином приступа Андрићевом делу и животу, али и откривањем нових података и интерпретација појединих дела, али и целокупаног пишчевог опуса.
Као једна од најбољих познавалаца живота и дела Иве Андрића, и захваљујући опсежним истраживањима, Жанета Ђукић Перишић, дошла је до нових, до сада неоткривених детаља из Андрићевог живота. Ауторка је у тумачењу комплексног односа писца и дела успела да избегне све оно што је могло довести до буквализације и поједностаљивања.
Користећи податке из Андрићеве биографије и из друштвене и културне атмосфере у којој је живео, поред кључних поетских вредности његовог дела, паралелно су анализиране и интелектуалне, друштвено-политичке и културолошке прилике скоро целог 20. века, који је одлучујуће деловао на Андрићев живот и на његову личност.

## Награде
За 2012. годину Жанета Ђукић Перишић добила је награду "Исидора Секулић" за монографију Писац и прича. У образложењу жирија је истакнуто да је ауторка у монографији на изузетно успешан критичко-методолошки начин пришла тумачењу књижевног дела великог српског писца.